# Флаг муниципального округа Останкинский
Флаг муниципального округа Оста́нкинский в Северо-Восточном административном округе города Москвы Российской Федерации — опознавательно-правовой знак, служащий официальным символом муниципального образования.
Первоначально данный флаг был утверждён 21 сентября 2004 года как флаг муниципального образования Останкинское.
Законом города Москвы от 11 апреля 2012 года № 11, муниципальное образование Ясенево было преобразовано в муниципальный округ Ясенево.
Решением Совета депутатов муниципального округа Останкинский от 23 октября 2018 года этот флаг был утверждён флагом муниципального округа Останкинский.
Флаг внесён в Государственный геральдический регистр Российской Федерации с присвоением регистрационного номера 12090.

## Описание
Описание флага, утверждённое 21 сентября 2004 года, гласило:
«Флаг муниципального образования Останкинское представляет собой двустороннее, прямоугольное полотнище с соотношением сторон 2:3.
В нижней части голубого полотнища помещено примыкающее к нижнему краю полотнища изображение жёлтого палисада о восьми зубцах, с выгнутым вырезом в нижней части. Высота изображения составляет 3/8 ширины полотнища.
Над палисадом помещено изображение обращённой в верхний, прилегающий к древку угол полотнища, белой шлифованной четырёхлучевой кометы с опущенными боковыми лучами и хвостом обращённым в нижний, противоположный древку угол полотнища, по бокам которой две белые восьмиконечные шлифованные звезды с разновеликими лучами. Габаритные размеры изображения составляют 7/8 длины и 1/2 ширины полотнища. Центр изображения равноудалён от боковых краёв полотнища и находится на расстоянии 5/16 ширины полотнища от верхнего края».
Описание флага, утверждённое 23 октября 2018 года, гласит:
«Прямоугольное двухстороннее полотнище голубого цвета с отношением ширины к длине 2:3, несущее на полотнище фигуры из герба муниципального округа Останкинский, выполненные жёлтым и белым цветом».

## Обоснование символики
Жёлтый палисад с вырезом в нижней части символизирует Крестовскую заставу середины XVIII века, построенную на Ярославской дороге на линии Камер-Коллежского вала. Позднее название «Крестовский» получил крупный мост, пересекший Николаевскую железную дорогу.
Летящая комета и звёзды символизируют названия улиц муниципального образования, отражающих космическую тематику, — Звёздный бульвар, аллея Космонавтов, улица Академика Королёва, улица Цандера. Также на территории муниципального образования находится музей-квартира академика С. П. Королёва.